# ذات الرئة الشفطية
ذات الرئة الشفطي أو ذات الرئة الاستنشاقية (بالإنجليزية: Aspiration pneumonia)‏ هو التهاب رئوي قصبي يحدث بسبب دخول مواد غريبة إلى الشعب الهوائية، وعادة ما تكون من الفم أو المعدة، مثل الطعام واللعاب وإفرازات الأنف. نتيجة لذلك قد يحدث الالتهاب الرئوي الكيميائي (أو الالتهاب الرئوي الشفطي) بحسب حموضة المواد الداخلة. البكتريا المعدية (وخصوصا اللاهوائية) قد تزيد الالتهاب.

## الأسباب
يحدث ذات الرئة الشفطي بسبب عملية بلع غير كفوءة. تحدث هذه الحالة في أمراض عدة مثل التصلب المتعدد والسكتة ومرض آلزهايمر والسكر. كما يحدث خلال العمليات الجراحية وهي مشكلة علاجية قد تحدث بسبب التخدير العام، لذلك تكون التعليمات لا شيء في الفم (باللاتينية: Nil per os ومختصرها NPO) لمدة لا تقل عن 4 ساعات قبل العملية.

### عوامل الخطورة
- الإثنية[2]
- التقدم في السن[3][4]
- الجنس (الذكور أكثر من الإناث)[3]
- ضعف صحة الأسنان[3][5]
- أمراض الرئة[3]
- عسر البلع[3][4]
- السكري[3]
- الخرف الشديد[3]
- سوء التغذية[3]
- مرض باركنسون[3]
- بعض الأدوية، مثل:[3]
  - مضادات الذهان
  - مثبطات مضخة البروتون
  - مثبطات الإنزيم المحول للأنجيوتنسين
- انخفاض الحالة الوظيفية[4]
- البقاء في المستشفى لفترات طويلة أو التعرض لعمليات جراحية[4]
- انخفاض الوعي[4]
- التدخل الميكانيكي في المجاري التنفسية[4]
- نقص المناعة[4]
- التدخين[4]
- العلاج بالمضادات الحيوية[4]
- انخفاض التنظيف الرئوي[4]
- ضعف انعكاس السعال[4]
- خلل في الوقاية المخاطية الطبيعية[4]
- خلل في تنظيف الهدب المخاطي[4]
- اضطراب المناعة[4]
- انسدادات في المجاري التنفسية[4]
- تضرر النسيج الرئوي[4]

### البكتريا المسببة
عادة ما تكون البكتريا هوائية، ومن أبرزها:
- المكورة الرئوية[6]
- المكورات العنقودية الذهبية[6]
- المستدمية النزلية[6]
- الزائفة الزنجارية[6]

وقد تأتي مع نبيت جرثومي فموي مثل:
- العصوانية[6]
- بريفوتيلا[6]
- المغزلية[6]
- الهضمونية العقدية[6]